# Greatest Hits (Queen)
'Greatest Hits' je kompilacijski album britanskog rock sastava "Queen" objavljen 2. studenog 1981. godine koji je postao najprodavaniji album svih vremena u Ujedinjenom Kraljevstvu. Na albumu se nalazi sedamnaest pjesama. Na izdanjima koja su izdana u nekim drugim zemljama poput SADa i Japana popis pjesama nije isti kao ovdje.

## Popis pjesama
1. "Bohemian Rhapsody" (Mercury) -	5:55
2. "Another One Bites the Dust" (Deacon) - 3:36
3. "Killer Queen" (Mercury) - 2:57
4. "Fat Bottomed Girls" (May) - 3:16
5. "Bicycle Race" (Mercury) - 3:01
6. "You're My Best Friend" (Deacon) - 2:52
7. "Don't Stop Me Now" (Mercury) - 3:29
8. "Save Me" (May) - 3:48
9. "Crazy Little Thing Called Love" (Mercury) - 2:42
10. "Somebody to Love" (Mercury) - 4:56
11. "Now I'm Here" (May) -	4:10
12. "Good Old-Fashioned Lover Boy" (Mercury) - 2:54
13. "Play the Game" (Mercury) - 3:33
14. "Flash" (May) -	2:48
15. "Seven Seas of Rhye" (Mercury) -2:47
16. "We Will Rock You" (May) - 2:01
17. "We Are the Champions"  (Mercury)

## Pjesme
1. Bohemian Rhapsody (Mercury) - Objavljena 1975. godine na albumu "A Night at the Opera". U prvobitnoj verziji pjesma je trajala 7 minuta. Za pjesmu je snimljen promotivni film, snimanje je trajalo 4 sata i montaža je trajala 1 dan. Ukupni trošak je bio 4 500 funti. Emitiran je 20. studenog 1975. godine i to je prvi moderni glazbeni spot kakvog mi danas poznajemo. Singl je prodan u više od 1.250.000 primjeraka samo u UK. Pjesma obara sve rekorde slušanosti diljem svijeta. Nakon smrti Freddia Mercuryja 1991. godine ponovo je izdan singl koji i tad dospijeva na vrhove top lista. Godine 2004. BBC radio je proglašava najemitiranijom pjesmom svih vremena.
2. Another One Bites the Dust (Deacon) - Objavljena 1980. godine na albumu "The Game". Pjesma se popela na vrh raznih top lista; Rock, R&B, Funk. Ujedno je i najprodavaniji singl sastava prodan u preko 7.000.000 primjeraka.
3. Killer Queen (Mercury) - Objavljena 1974. godine na albumu "Sheer Heart Attack". Prvi singl sastava koji se popeo na vrhove top lista u SADu i Ujedinjenom kraljevstvu.
4. Fat Bottomed Girls (May) - Objavljena 1978. godine na albumu "Jazz". Pjesma na ironičan način prikazuje seksualnu orijentaciju pjevača Freddieja Mercurya.
5. Bicycle Race (Mercury) - Objavljena 1978. godine na albumu "Jazz". Prilikom promocije singla sastav je na pozornici organizirao utrku s 56 golih djevojaka na biciklima i to su snimili kao glazbeni spot. Spot je zabranjen.
6. You're My Best Friend - (Deacon) Objavljena 1975. godine na albumu "A Night at the Opera". Deacon je pjesmu posvetio svojoj ženi Veronici s kojom i dan danas živi u sretnom braku.
7. Don't Stop Me Now (Mercury) - Objavljena 1978. godine na albumu "Jazz".
8. Save Me (May) - Objavljena 1980. godine na albumu "The Game".
9. Crazy Little Thing Called Love (Mercury) - Objavljena 1980. godine na albumu "The Game". Pjesma je napisana u Rockabilly stilu i otpjevana na Elvisov način.
10. Somebody to Love (Mercury) - Objavljena 1976. godine na albumu "A Day at the Races". Jedna od rijetkih pjesama na kojoj je prateći vokal basist John Deacon. 1992. godine na Freddie Mercury Tribute koncertu ovu pjesmu je izveo George Michael. Ta verzija se nalazi na albumu Greatest Hits III.
11. Now I'm Here 	(May) - Objavljena 1974. godine na albumu "Sheer Heart Attack". May je ovu pjesmu napisao dok je ležao u bolnici.
12. Good Old-Fashioned Lover Boy (Mercury) - Objavljena 1976. godine na albumu "A Day at the Races".
13. Play the Game (Mercury) - Objavljena 1980. godine na albumu "The Game".
14. Flash (May) - Objavljena 1980. godine na albumu "Flash Gordon". Pjesma je snimljena za film "Flash Gordon".
15. Seven Seas of Rhye (Mercury) - Objavljena 1974. godine na albumu "Queen II". Nakon izvođenja u TV emisiji Top of the Pops pjesma je postala prvi hit sastava koji se popeo na top 10 u Ujedinjenom kraljevstvu.
16. We Will Rock You (May) - Objavljena 1977. godine na albumu "News of the World". Pjesmu su obradili i razni drugi izvođači; n.p.r. Britney Spears, Pink, Beyoncé Knowles, Eminem, Five. Također je korištena u mnogim TV seijama, reklamama i filmovima.
17. We Are the Champions (Mercury) - Objavljena 1977. godine na albumu "News of the World". I ovu su pjesmu obradili i razni drugi izvođači: Scatman John, Robbie Williams te se i ona poavljuje u mogim TV serijama, reklamama, crtanim filmovima i filmovima.